# Espírito Santo (kommun)
Espírito Santo är en kommun i Brasilien.   Den ligger i delstaten Rio Grande do Norte, i den östra delen av landet, 1 700 km nordost om huvudstaden Brasília. Antalet invånare är 10 480. Arean är 14 373 kvadratkilometer.
Terrängen i Espírito Santo är platt åt nordost, men åt sydväst är den kuperad.
Omgivningarna runt Espírito Santo är huvudsakligen savann. Runt Espírito Santo är det ganska tätbefolkat, med 104 invånare per kvadratkilometer.